# Palazzo del Monte di Pietà Vecchio
Il palazzo del Monte di Pietà Vecchio definito anche dei Montivecchi è un edificio di origine medievale che si innalza tra la Stra' Maggiore (ora via Dante) e via Verdi a Padova. La costruzione ospitò il Monte di Pietà dal XVI secolo. Il primitivo palazzo medievale con torre venne trasformato nel corso del Cinquecento in un elegante palazzo di gusto manierista. La facciata verso via Verdi venne costruita durante il ventennio. Si differenzia per essere stata la prima sede del Monte di Pietà, la seconda fu il palazzo del Monte di Pietà Nuovo su piazza Duomo.